# Tim Traber
Tim Traber (* 26. Januar 1993 in Quesnel, British Columbia) ist ein kanadisch-schweizerischer Eishockeyspieler, der zuletzt bis zum Saisonende 2021/22 im Aufgebot des HC Lugano in der National League stand.

## Spielerlaufbahn
Traber wurde in Kanada geboren und wuchs dort auf, er besitzt neben der kanadischen auch die Staatsbürgerschaft der Schweiz. Seine Eltern waren von der Schweiz nach Kanada ausgewandert. In der Saison 2008/09 ging Traber in seiner Heimatprovinz British Columbia für die Cariboo Cougars in der Jugendspielklasse BC Hockey Major Midget League auf Puckjagd. Zwischen 2009 und 2014 spielte er in der Western Hockey League (WHL): Zunächst zwei Jahre bei den Chilliwack Bruins, anschliessend ebenfalls zwei Saisons bei den Victoria Royals, ehe er 2013/14 für die Vancouver Giants auflief. Im Sommer 2013 war er im Rahmen der European Trophy von Fribourg-Gottéron aus der National League A eingesetzt worden, ohne dass sich daraus ein längerfristiges Engagement bei dem NLA-Verein ergab.
Im April 2014 unterschrieb er einen Vertrag bei Fribourgs NLA-Konkurrent Genève-Servette HC. In einer Stellungnahme nach der Verpflichtung beschrieb Genfs Cheftrainer Chris McSorley Traber als einen Akteur, der auf dem Eis körperbetont zur Sache gehe und das Potential besitze, regelmässig im NLA-Kader von GSHC zu stehen. Während seiner ersten Saison in Genf (2014/15) war das 34 Mal der Fall, darüber hinaus verbuchte er dank eines Leihabkommens Einsätze für den HC Red Ice in der National League B. In der Saison 2015/16 wirkte Traber in elf NLA-Spielen für Genève-Servette mit und verbuchte Eiszeit in zwei weiteren Partien für NLB-Klub HC La Chaux-de-Fonds. Er verpasste verletzungsbedingt weite Strecken des Spieljahres.
Zum Spieljahr 2018/19 wechselte Traber innerhalb der NLA zum Lausanne HC und stand dort bis zum Ende der Saison 2019/20 unter Vertrag. Anschließend wechselte er innerhalb der Liga zum HC Lugano und erhielt dort einen Zweijahresvertrag. Dieser wurde in der Folge jedoch nicht verlängert, sodass Traber die Luganesi zum Saisonende 2021/22 verliess.